# H.G. Backlundfjord
De H.G. Backlundfjord is een fjord in het Nationaal park Noordoost-Groenland in het oosten van Groenland, vernoemd naar geoloog en mineraloog Helge Backlund (1878-1958).

## Geografie
De fjord is bochtig en heeft een lengte van meer dan vijftien kilometer. Hij snijdt aan de oostkant in het Søndermarken in. In het oosten mondt hij uit in de Skærfjorden.
De fjord is een van de drie fjorden die in Søndermarken insnijden, de andere twee liggen zuidelijker met de V. Clausenfjord en de C.F. Mourierfjord.